# 中西俊司
中西 俊司（なかにし しゅんじ、1956年〈昭和31年〉12月29日 - ）は、日本の政治家。北海道留萌市長（2期）。

## 経歴

### 副市長就任まで
北海道留萌市出身。1975年（昭和50年）3月、北海道留萌高等学校普通科卒業。卒業後、すぐに留萌市役所に入庁。財政や総務など管理分野を中心に務めたほか、教育委員会などの運営も経験する。産業建設部長時代には経済界と連携し、市街地の活性化やインフラの整備を推進した。職場では温厚な人柄が評価されていた。

### 副市長就任後
2010年（平成22年）7月、留萌市副市長に就任。2014年に留萌港から中国や韓国へのトドマツの輸出が始まると、留萌振興局局長らと共に輸出先となる韓国・群山の製材工場を視察し、ソウルで開催された総合建築見本市で情報収集を行った。また、留萌市内での製材加工も模索した。2015年にはJR北海道からの鉄道網の整理（JR留萌線留萌－増毛間の2016年度中の廃止）についての提案に対して、「留萌では高規格道路の整備も進み、あれもこれもとはならないだろうが、持続可能な交通網のあり方に重点を置いて検討してほしい」とJR北海道へ要望している。2016年にJR留萌駅北側に整備される船場公園の指定管理者を定める選定委員会を務め、「エフエムもえる」の事業計画案を「事業の実現性が明確」と評価し、選定した。2017年（平成29年）12月、副市長を辞任。

### 市長就任
2018年（平成30年）2月25日に行われた留萌市長選挙において元NHK記者の庄司清彦を破り、初当選した（中西：6,784票、庄司：5,904票）。3月10日、市長就任。
2022年（令和4年）2月13日無投票再選。

## 私生活
趣味はスポーツで高校時代はバスケットボール部に所属し、市役所ではバレーボール部で活躍した。子供は長男と長女が居るが既に独立しており、妻と2人暮らし。